# Vojenský ordinariát Španělska
Vojenský ordinariát Španělska je římskokatolický vojenský ordinariát.

## Území
Biskupským sídlem je město Madrid, kde se nachází hlavní chrám, katedrála Nejsvětější svátosti.

## Historie
Vojenská církevní jurisdikce existovala ve Španělsku již v první třetině 16. století a byla postupně regulována v průběhu 16. a 17. století až do pokynů papeže Klementa XII. ze 7. února 1736.
Breve Apostolicae benignitatis papeže Klementa XIII. z 10. března 1762 zařadilo vojenské kaplany pod jurisdikci patriarchy Západní Indie. Dne 30. března 1933 byl vojenský vikariát zrušen.
Dne 5. srpna 1950 byl vojenský vikariát obnoven na základě úmluvy uzavřené v Římě mezi Svatým stolcem a španělskou vládou. Dne 21. dubna 1986 byl vikariát apoštolskou konstitucí Spirituali militum curae papeže Jana Pavla II. povýšen na vojenský ordinariát. Vojenský ordinář nese titul arcibiskupa.

## Seznam vojenských ordinářů
- Jaime Cardona y Tur (1892–1923)
- Raimondo Pérez y Rodríguez (1929–1930)
- Luis Alonso Muñoyerro (1950–1968)
- José López Ortiz, O.S.A. (1969–1977)
- Emilio Benavent Escuín (1977–1982)
- José Manuel Estepa Llaurens (1983–2003)
- Francisco Pérez González (2003–2007)
- Juan del Río Martín (2008–2021)
- Juan Antonio Aznárez Cobo (od 2021)